# Station Jellum-Boxum
Jellum-Boxum (afkorting Jbx) was een station tussen de Friese dorpen Boksum en Jellum, aan de spoorlijn Leeuwarden - Stavoren. Het was tussen 1883 en 1938 in gebruik.
Het station werd in 1882 gebouwd, maar werd pas in gebruik genomen toen op 16 juni 1883 de spoorlijn van Leeuwarden naar Sneek werd geopend. Het was bijna 55 jaar in gebruik. Op 15 mei 1938 werd het gesloten, samen met de andere kleine stations aan de spoorlijn Leeuwarden-Stavoren. Net als deze andere stationnetjes werd het in het begin van de Tweede Wereldoorlog korte tijd heropend; het werd op 1 juni 1940 opnieuw in gebruik genomen, maar werd op 24 november van datzelfde jaar weer gesloten - ditmaal voorgoed.
Jellum-Boxum was het eerste tussenstation aan de spoorlijn, op ruim 5 kilometer van Station Leeuwarden. Het lag bij de kruising met de Hoge Dijk. Zo'n twee kilometer naar het zuidwesten kwam dan Station Beers.

## Canon
In de canon De tsjerne / It mesyk giet troch de buorren (1950) wordt gezongen over het zingen van "Jellum-Boksum is in wiidferneamd stasjon!" ('Jellum-Boxum is een algemeen bekend station!')

Of dat ook weer een liedje was, en waarom het station zo beroemd was, wordt er echter niet bij verteld.
0: Leeuwarden ·
5: Jellum-Boxum ·
Beers ·
Jorwerd ·
10: Mantgum ·
Wieuwerd ·
16: Bozum ·
Scharnegoutum ·
20: Sneek Noord ·
22: Sneek ·
25: IJlst ·
30: Oudega ·
Nijhuizum ·
37: Workum ·
41: Hindeloopen ·
46: Koudum-Molkwerum ·
Warns ·
50: Stavoren